# Повені 2016 року у В’єтнамі
Повені 2016 року у В’єтнамі торкнулись центральної частини В’єтнаму, в результаті чого 27 000 тисяч будинків були повністю затоплені піднятою водою. Метеорологи назвали причиною азійський мусон 2016 року - один із найсильніших за останні роки, а також Ель-Ніньйо.  Востаннє область була сильно затоплена під час повені В'єтнаму 2008 року.

## Вплив
Щонайменше 13 людей загинули після повені. 

## Дивитися також
https://vietnam.oxfam.org/

## Зовнішні посилання
- Photos with englisch information (October 15, 2016)
- Extreme Vietnam Floods Footage Compilation 2016 (October 14, 2016)